# Валентова, Тереза
Тереза Валентова (чеш. Tereza Valentová; род. 20 февраля 2007) — чешская теннисистка. Победительница двух турниров WTA 125 в одиночном разряде; победительница одиннадцати турниров ITF (7 — в одиночном разряде).
Победительница двух юниорских турниров Большого шлема: в одиночном разряде (Открытый чемпионат Франции-2024), в парном разряде (Открытый чемпионат Франции-2024); и финалистка одного юниорского турнира Большого шлема в одиночном разряде (Открытый чемпионат США-2023); бывшая 4-я ракетка мира в юниорском рейтинге ITF (2024).

## Общая биография

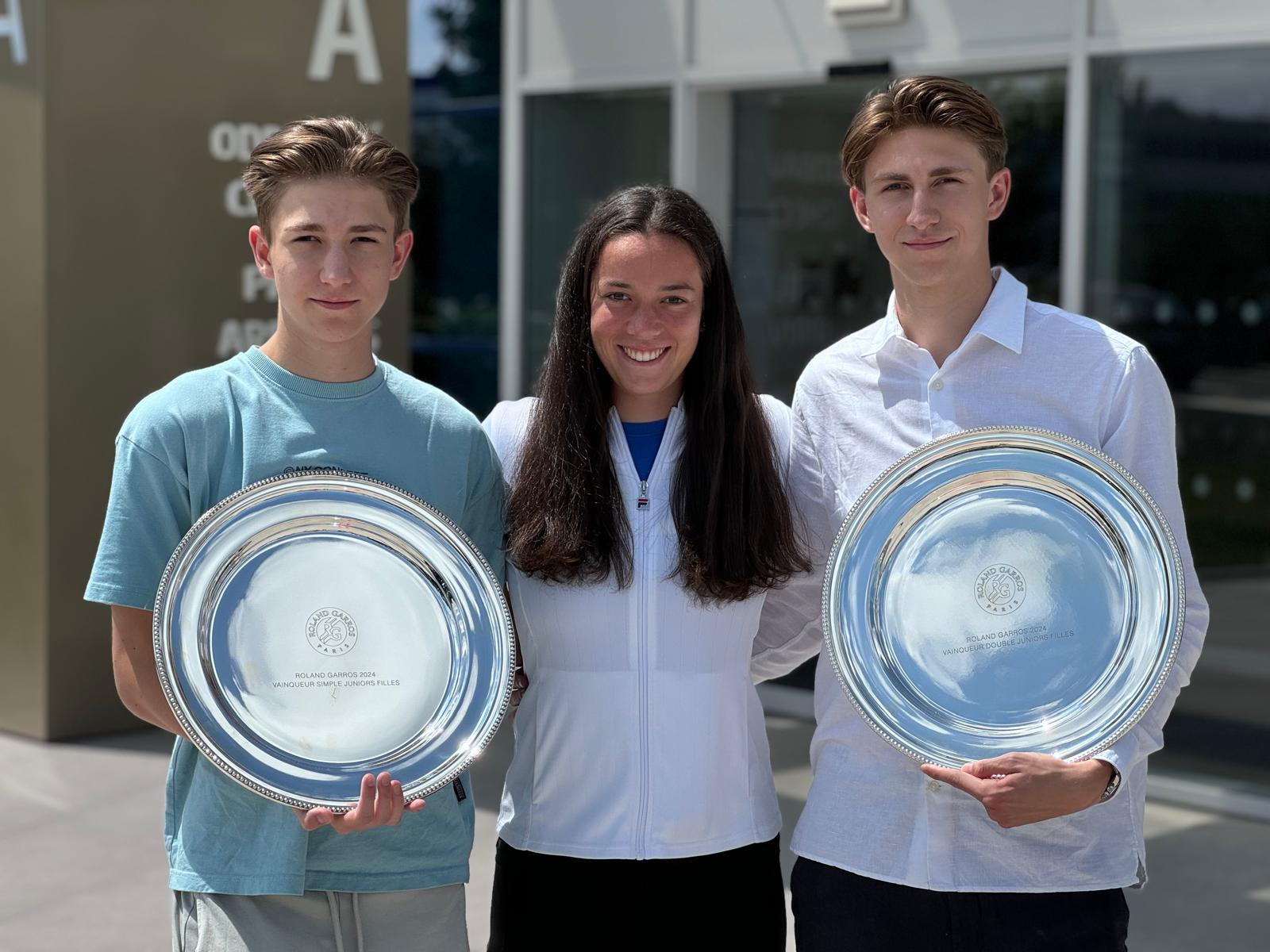
Тереза Валентова со своими двоюродными братьями Яном Валентой (слева) и Михалом Валентой (справа) держат в руках трофеи Открытого чемпионата Франции 2024 года в одиночном и парном разрядах среди девушек.

Родилась 20 февраля 2007 года в Чехии.

## Спортивная карьера
В 2024—2025 годах стала победительницей двух турниров WTA 125 и семи турниров ITF в одиночном разряде.
И в 2023—2024 годах стала победительницей ещё четырёх турниров ITF в парном разряде.

### 2025
В мае 2025 года прошла квалификацию, в финале которой обыграла швейцарскую теннисистку Симону Вальтерт, и впервые попала в основную сетку турнира Большого шлема — Открытого чемпионата Франции в одиночном разряде, где в первом круге победила француженку Хлоэ Паке, но во втором круге проиграла второй ракетке мира американке Кори Гауфф со счётом 2-6, 4-6.
В конце июня 2025 года участвовала в квалификации на Уимблдонский турнир, но в финале квалификации проиграла россиянке Анастасии Захаровой со счётом 6-7(1), 6-2, 6-7(7).
В конце июля 2025 года дошла до полуфинала домашнего турнира категории WTA 250 в Праге (Чехия), где в полуфинале проиграла опытной соотечественнице Марии Боузковой со счётом 4-6, 5-7.